# Como (provincie)
Como is een van de twaalf provincies in de Italiaanse regio Lombardije. De hoofdstad is de stad Como. De officiële afkorting is CO.
Como heeft een oppervlakte van 1288 km² en telt 540.000 inwoners. De provincie ligt aan de westoever en ten zuiden van het Comomeer.
Tot de provincie Como behoort tevens de exclave Campione d'Italia aan het Meer van Lugano, geheel omgeven door Zwitsers grondgebied van het kanton Ticino.
Behalve aan kanton Ticino grenst Como aan het Zwitserse kanton Graubünden en de Italiaanse provincies Lecco, Sondrio, Monza e Brianza en Varese.
Andere plaatsen van belang zijn Cantù en Olgiate Comasco.